# Barque sortant du port de Trouville
Barque sortant du port de Trouville byl francouzský němý film z roku 1896. Režisérem byl Georges Méliès (1861–1938). Film je považován za ztracený. Premiéru měl ve Francii v roce 1896.
Délka pásky byla 20 metrů a film patřil mezi k tzv. „panoramatickým“ dílům Mélièse. Cílem filmu bylo hlavně natočit přístav, ale i zdejší vlakové nádraží atd. Film byl inspirován obrazy velkých umělců jako Camille Pissarro a Claude Monet.